# Euchresta
Euchresta ist die einzige Pflanzengattung der Tribus Euchresteae innerhalb der Familie der Hülsenfrüchtler (Fabaceae). Diese Gattung kommt mit etwa vier Arten in Asien vor.

## Beschreibung

### Erscheinungsbild und Blätter
Bei den Euchresta-Arten handelt es sich um Sträucher.
Die wechselständig angeordneten, gestielten Laubblätter sind unpaarig gefiedert, mit drei bis sieben Fiederblättchen. Der Blattstiel besitzt ein Polster. Die Fiederblätter sind an der Blattrhachis gegenständig angeordnet. Die Nebenblätter sind klein und fallen früh ab, Nebenblätter der Fiederblätter sind keine vorhanden.

### Blütenstände und Blüten
In traubigen Gesamtblütenständen stehen die Blüten und kleine, haltbare Tragblätter zusammen. Deckblätter fehlen.
Die zwittrigen Blüten sind zygomorph und fünfzählig mit doppelter Blütenhülle. Die fünf Kelchblätter sind glockenförmig bis röhrig verwachsen mit fünf Kelchzähnen. Die weit den Kelch überragende Blütenkrone besitzt den typischen Aufbau einer Schmetterlingsblüte. Die genagelte, fast aufrechte, schmale Fahne ist etwas länger als Flügel und Schiffchen. Die freien, sehr lang genagelten Flügel sind länglich, stumpf oder schwach sichelförmig. Das Schiffchen ist den Flügeln sehr ähnlich. Die Staubfäden von neun der zehn Staubblätter sind miteinander etwas verwachsen und die kleinen Staubbeutel sind alle gleich. Das einzelne Fruchtblatt enthält nur ein oder meist zwei Samenanlagen. Der dünne, eingekrümmte Griffel endet in einer kleinen, kopfigen Narbe.

### Früchte und Samen
Die steinfruchtähnliche, eiförmige oder ellipsoide, bläulich-purpurfarbene Hülsenfrüchte öffnen sich bei Reife nicht und enthalten nur einen Samen. Die Samen besitzen eine häutige, weiße Samenschale (Testa).

### Chromosomensätze
Die Chromosomengrundzahl beträgt x = 9.

## Systematik und Verbreitung
Die Gattung Euchresta kommt in Indien, Bhutan, Nepal, China, Vietnam, Korea, Laos, Thailand, Taiwan, Japan, Indonesien und den Philippinen vor.
Die Erstbeschreibung der Gattung Euchresta erfolgte 1840 durch Johannes Joseph Bennett in Plantae Javanicae Rariores, S. 148, Tafel 31. Typusart ist Euchresta horsfieldii, die 1810 als Andira horsfieldii Lesch. in Annales du Museum National d'Histoire Naturelle Band 16 Seite 481 erstbeschrieben (als "harsfieldii") wurde. Die Gattung der Euchresta ist die einzige Gattung der Tribus Euchresteae in der Unterfamilie Faboideae innerhalb der Familie Fabaceae. Die Tribus Euchresteae (Nakai) Ohashi wurde 1973 durch Hiroyoshi Ohashi in Journal of Japanese Botany, Band 48, Seite 229 erstveröffentlicht.
Es gibt etwa vier Euchresta-Arten (hier mit Angabe ihrer Heimatgebiete):
- Euchresta formosana (Hayata) Ohwi: Sie ist in Taiwan, auf den japanischen Ryūkyū-Inseln und auf den Philippinen beheimatet.
- Euchresta horsfieldii (Lesch.) Benn.: Sie kommt in Indien, Bhutan, Nepal, Laos, Thailand, Vietnam, Indonesien, auf den Philippinen und den chinesischen Provinzen südöstliches Yunnan sowie südöstliches Xizang vor.
- Euchresta japonica Hook. f. ex Regel (Syn.: Euchresta trifoliata Merrill): Sie kommt in Japan, Korea und den chinesischen Provinzen Guangdong, Guangxi, Guizhou, Hunan, Jiangxi, Sichuan, Zhejiang vor.
- Euchresta tubulosa Dunn: Mit drei Varietäten kommt sie in Höhenlagen zwischen 300 und 1700 Metern nur in den chinesischen Provinzen Guangxi, nordwestlichen Hubei, Hunan, Sichuan und Yunnan vor.